# 수흐바타르 광장
수흐바타르 광장(몽골어: Сүхбаатарын талбай, 수흐바타린 탈바이)은 몽골의 수도 울란바토르의 중앙 광장이다. 이 광장은 1923년 사망한 몽골 혁명 영웅 담딩 수흐바타르의 이름을 따서 명명되었으며, 중앙에는 그의 기념비적인 기마상이 세워져 있다.
정부 궁전은 광장 북쪽에 위치하고 있으며, 중앙에 칭기즈 칸의 동상, 좌우에 오고타이 칸과 쿠빌라이 칸의 동상을 포함하는 거대한 기둥식 기념물이 있다. 칭기즈 칸의 중앙 동상 양 옆에는 보오르추와 무칼리가 있다.
광장의 이름은 칭기즈 칸을 기리기 위해 2013년 칭기즈 광장(몽골어: Чингисийн талбай, 칭기시인 탈바이로 발음)으로 변경되었지만, 2016년에 원래 이름으로 복원되었다.

## 건물

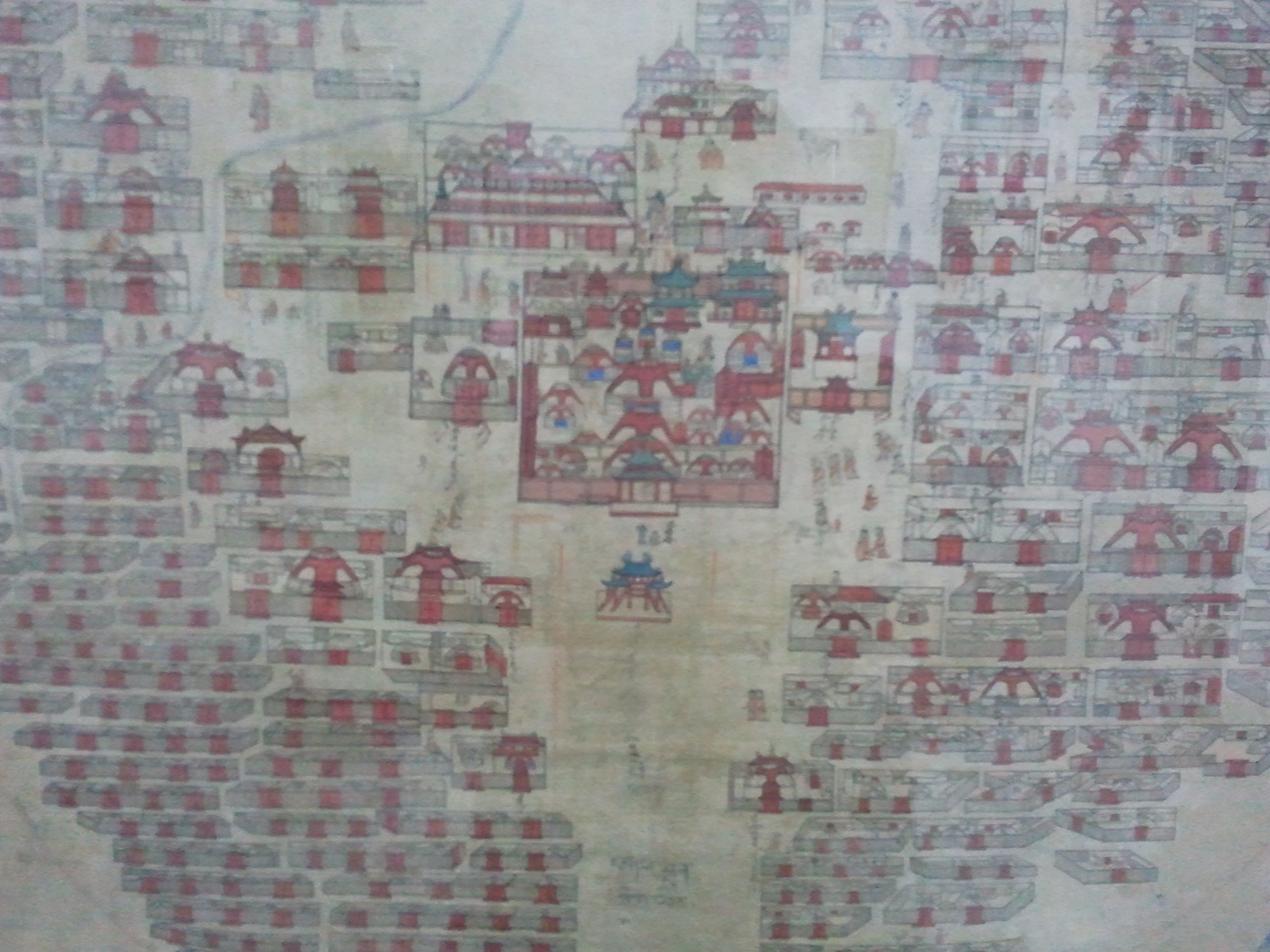
현재 수흐바타르 광장에 위치했던 주운 쿠레 수도원의 19세기 그림.

정부 궁전(옛 국립극장 또는 "녹색 돔 극장"이 있던 자리에 1951년 건설)은 광장 북쪽을 지배한다. 2006년 칭기즈 칸 즉위 800주년에 맞춰 완공된 칭기즈 칸, 오고타이 칸, 쿠빌라이 칸의 거대한 기둥식 기념물이 앞에 있다. 2005년 철거되기 전에는 담딩 수흐바타르와 허를러깅 처이발상의 옛 묘지였던 수흐바타르 영묘가 정부 궁전 바로 앞 지역을 차지하고 있었다. 광장 서쪽에는 울란바토르 은행 본부, 어두운 외관 때문에 현지인들이 종종 "죽음의 별"이라고 부르는 울란바토르 시청 건물, 골롬트 은행 본부, 몽골 증권거래소 건물(이전 엘데브-오치르 영화관: 1946–1948), 몽골 통신 건물, 중앙 우체국이 있다. 광장의 동쪽에는 1946년에서 1948년 사이에 건설된 중앙 문화 궁전 건물과 국립 발레 및 오페라 극장, 그리고 2008년에 완공된 유리와 금속으로 된 초고층 빌딩 센트럴 타워가 있다. 정부 궁전 바로 동쪽, 광장 북동쪽 모퉁이에는 1920년대 독일 건축가 카벨 마허가 설계한 흰색 2층 건물인 옛 국영 인쇄소 건물이 있는데, 이곳은 2018년 갈레리아 울란바토르 쇼핑몰로 재개장했다. 남쪽에는 현대적인 돛 모양의 초고층 빌딩인 블루 스카이 타워 바로 옆에 오래된 레닌 클럽 건물(1929년 건설)이 있다. 중앙에 위치한 수흐바타르 기념물 외에도, 광장 주변에는 북서쪽 모퉁이에 전 대통령 잠스랑인 삼부의 동상과 남서쪽 모퉁이 교차로 건너편(중앙 우체국 앞)에 피살된 혁명 지도자 산자아수렝인 조리그의 동상 등 여러 동상이 있다.

## 역사

### 노란 궁전

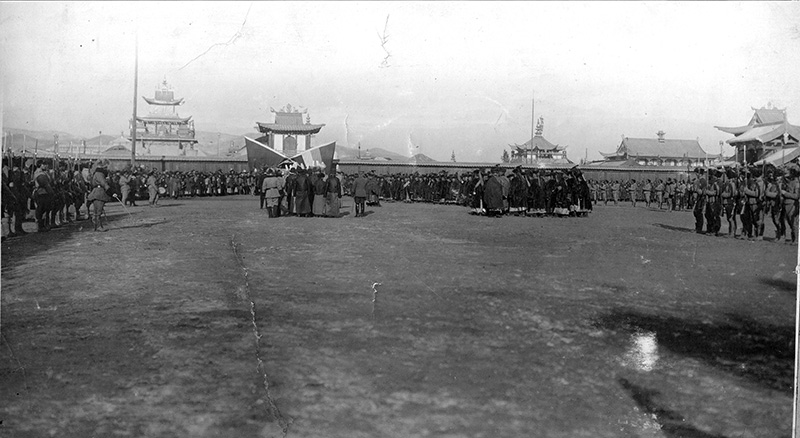
1920년 몽골 자치 폐지 기념식의 배경이 된 노란 궁전

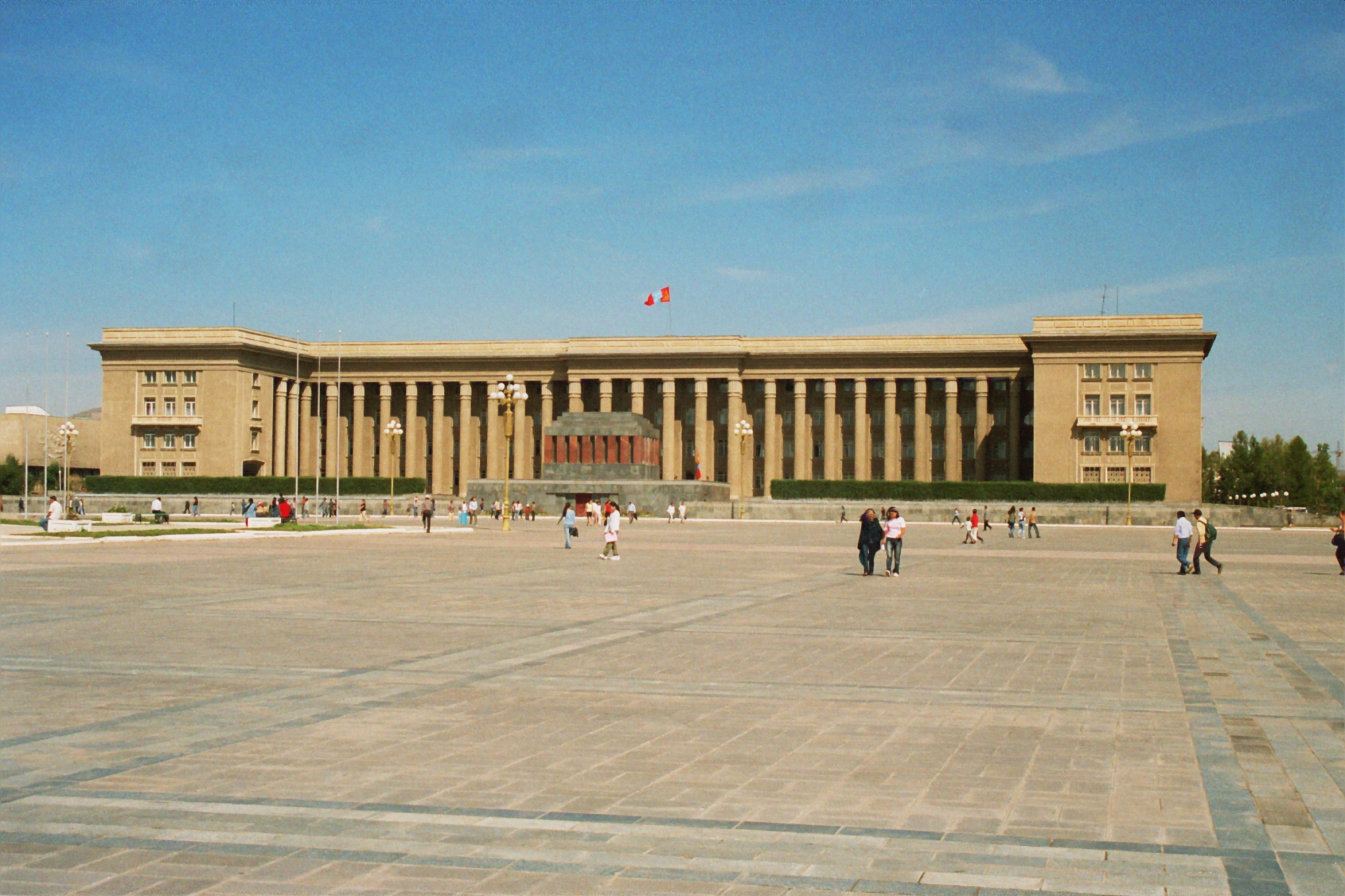
앞에 수흐바타르 영묘가 있는 정부 궁전. 1954년 ~ 2005년

19세기 말부터 20세기 초까지 현재의 정부 궁전과 광장 부지는 주로 사원-수도원-궁전 복합체(노란 궁전 또는 шар ор돈)로 점유되어 있었는데, 이는 몽골의 정신적 지도자 제브춘담바 쿠툭투의 공식 거처 역할을 했다. 이 사원과 그 주변 지역은 서쪽에 있는 간단 사원과 그 주변 정착촌과 구별하기 위해 주운 쿠레(동쪽 수도원)라고 불렸다. 사원 복합체 바로 남쪽에는 나무 울타리와 경전함으로 둘러싸인 야외 광장이 있었다. 그 너머에는 사원, 귀족과 성직자의 거주지, 바룬 담누르친 시장이 있었다. 광장 남쪽 끝에는 1883년에 세워진 녹색 기와 처마가 있는 붉은 제국 아치가 서 있었다. 그곳에서는 귀족과 성직자들이 지켜보는 가운데 보흐와 참 춤이 자주 공연되었다. 시간이 흐르면서 이곳은 성장하는 도시의 쓰레기 매립지가 되었다. 복드 칸은 때때로 왕실 행렬을 따라 그 가장자리를 지나가는 모습이 목격되기도 했다.
사원 복합체는 1921년 몽골 혁명 이후 파괴되었다. 1923년 중앙 광장은 그해 사망한 몽골 혁명 영웅 담딩 수흐바타르를 기리기 위해 명명되었다. 신문 "이즈베스티야 울란바토르 호토"는 1925년 7월 15일 "몽골 전통에 따라, 인민 혁명 4주년은 D. 수흐바타르에게 헌정된 광장에서 집회로 기념되었다"고 보도했다. 현재의 수흐바타르 기마상은 조각가 소노민 처임볼(1907-1970)이 1946년에 만들었으며, 1921년 7월 8일 1921년 혁명 승리를 축하하는 집회 중 수흐바타르의 말이 소변을 봤다고 전해지는 바로 그 자리에 위치하고 있다. 수흐바타르의 말이 소변을 본 것은 좋은 징조로 여겨졌고, "골든헤드" 가바아라는 사람이 그 자리에 표지를 묻었다. 1946년 허를러깅 처이발상은 광장을 포장하고 표지를 파내어 그 자리를 수흐바타르 동상의 위치로 선택했다.

### 국립극장
1926년, "녹색 돔 극장"으로도 알려진 국립극장이 사원 복합체의 폐허 위에 건설되었다. 그곳에서는 저명한 몽골 극작가 다시도르진 나차그도르지의 작품을 포함한 몽골 오페라와 드라마가 상연되었다. 이 극장은 또한 당 회의를 주최했으며, 1937년부터 1939년까지 대숙청 기간 동안 수많은 희생자들이 사형을 선고받은 쇼 재판 장소이기도 했다.

### 정부 궁전과 수흐바타르 영묘

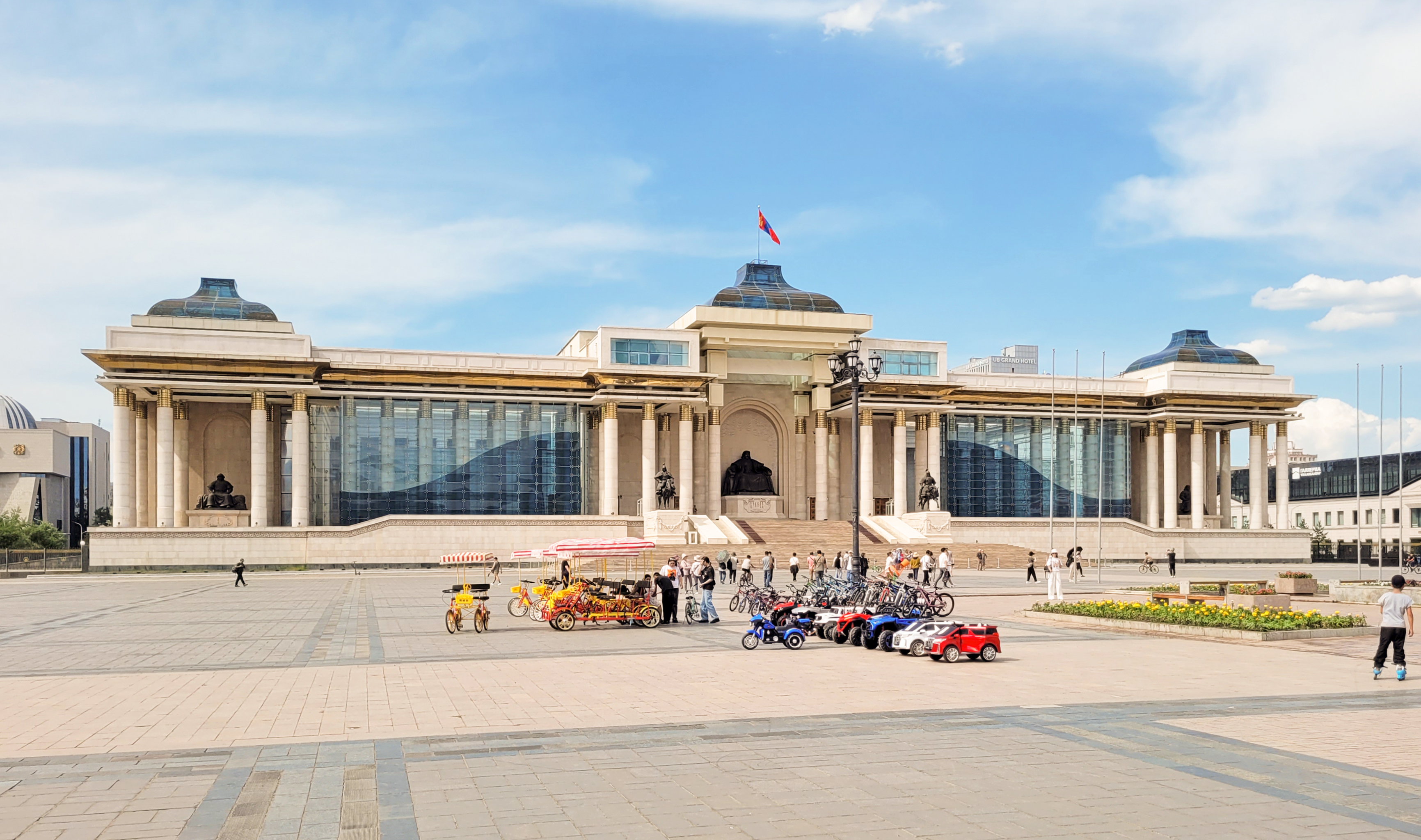
정부 궁전

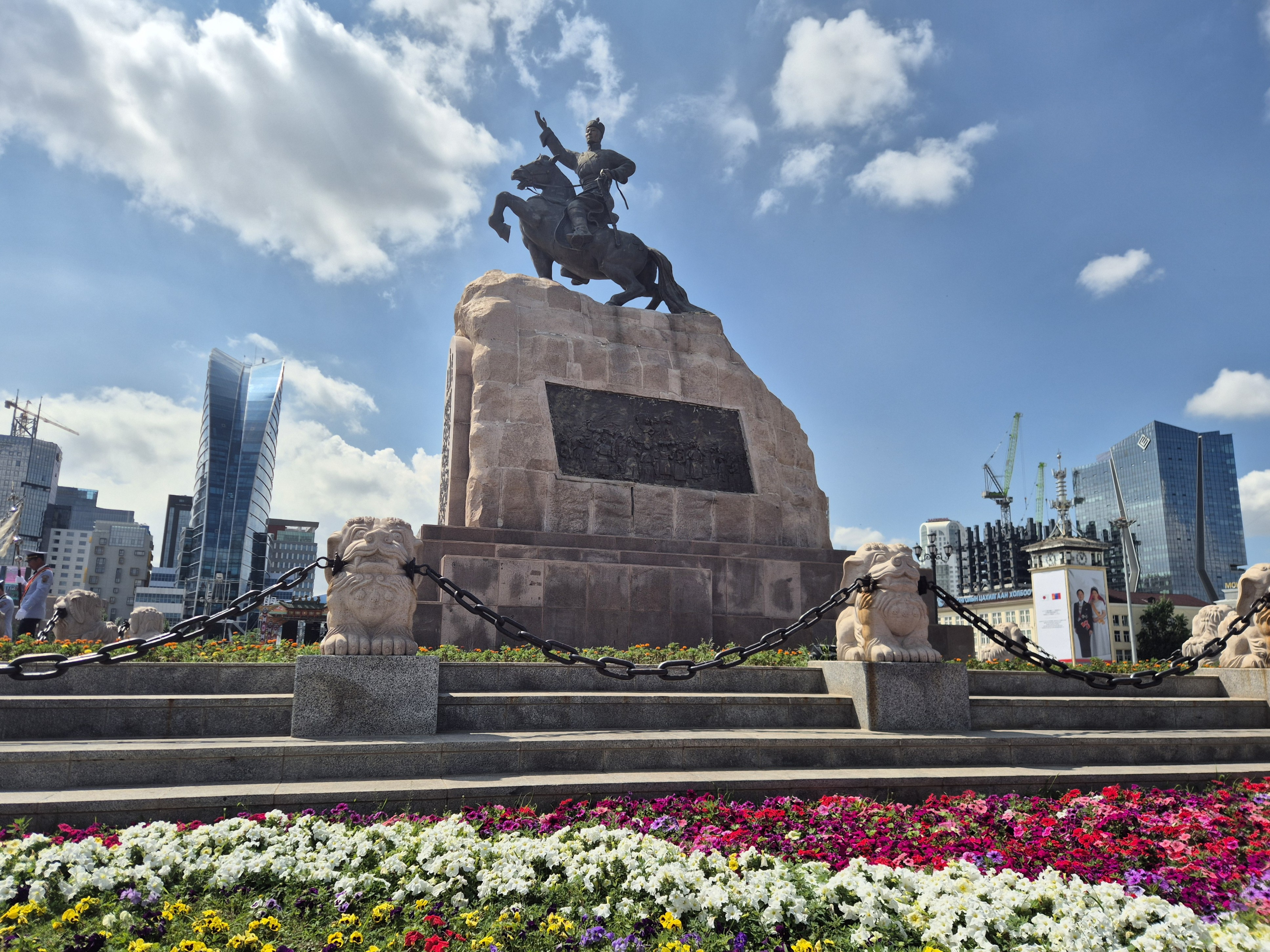
담딩 수흐바타르 동상

1949년 극장이 화재로 소실된 후, 몽골의 지도자 허를러깅 처이발상은 1951년 그 자리에 정부 궁전 건설을 명령했으며, 이는 오늘날까지 서 있다. 1954년에는 몽골의 국영웅 담딩 수흐바타르의 영묘가 건설되었는데, 이는 부분적으로 국가 창시자 중 한 명을 둘러싼 개인 숭배를 영속시키기 위함이었다. 모스크바의 레닌 묘를 본떠 만들어졌으며, 광장 북쪽, 정부 궁전 바로 앞에 서 있었다. 수흐바타르의 유해는 1954년 7월 알탄 울기 묘지에서 발굴되어 영묘로 옮겨졌고, 그 직후 1952년에 사망한 처이발상의 유해도 영묘로 옮겨졌다.
몽골의 사회주의 시대 동안 수흐바타르 광장은 1989년까지 매년 5월 1일, 7월 11일, 11월 7일에 당과 정부 지도자들이 수흐바타르 영묘 꼭대기에 서서 퍼레이드를 관람하는 연례 민간, 청년, 군사 퍼레이드의 현장이었다. 1966년 소련 지도자 레오니트 브레즈네프가 몽골을 공식 방문했을 때와 같이 중요한 방문객을 위한 대규모 퍼레이드도 열렸다. 이 광장은 대규모 시위와 단식 투쟁이 벌어진 1990년 민주화 혁명의 중심지였다. 수흐바타르 광장은 또한 의회 선거 결과에 항의하던 중 5명이 총에 맞아 사망하고 많은 부상자가 발생한 2008년 7월 1일의 폭력적인 폭동 현장이기도 했다. 민주화 혁명 이후 사회주의 이념의 포기와 몽골 경제 성장으로 인한 도시의 전반적인 발전과 함께 수흐바타르 광장은 극적인 변화를 겪었는데, 가장 극적인 변화는 2005년 수흐바타르 영묘의 철거와 그 자리를 대체한 칭기즈 칸 기둥식 기념물의 건설이었다. 2005년에서 2008년 사이에 두 개의 저명한 고층 건물이 광장 가장자리에 세워졌는데, 첫 번째는 센트럴 타워였고 그 다음은 블루 스카이 타워였다.

### 이름 변경 논란
2013년 7월 15일, 당시 민주당이 장악하고 있던 울란바토르 시의회는 광장 북쪽의 기둥식 현관에서 광장을 내려다보는 칭기즈 칸 동상을 기리기 위해 수흐바타르 광장의 이름을 칭기즈 광장으로 변경하기로 투표했다. 이 이름 변경은 도시의 중심 집회 장소를 이전 사회주의 정권뿐만 아니라 그 시대의 유산을 대표하는 야당인 몽골 인민당 (MPP)과도 분리시키려는 민주당의 정치적 책략이었다. (담딩 수흐바타르는 MPP의 창시자 중 한 명이었다.) 2016년 6월 MPP의 선거 승리 이후 광장의 이름은 빠르게 수흐바타르 광장으로 복원되었다.

## 오늘날의 광장
오늘날 이 광장은 여전히 주요 국가 행사(몽골 국기의 날 또는 국제 유엔 평화유지군의 날 기념 퍼레이드 포함), 문화 행사, 콘서트 및 전시회의 장소이다. 방문하는 국가 원수들은 일반적으로 수흐바타르 동상 앞에서 경의를 표한다.